# Organ Pipe Cactus National Monument
Das Organ Pipe Cactus National Monument ist ein direkt an der mexikanischen Grenze gelegener geschützter Park im südlichen Teil des US-Bundesstaates Arizona. Den Status eines National Monuments bekam dieses Gebiet 1937 zuerkannt. Es wird durch den National Park Service verwaltet.
Der Park befindet sich im nördlichen Teil der größtenteils in Mexiko liegenden Sonora-Wüste. Er ist nach dem Orgelpfeifenkaktus (Stenocereus thurberi) benannt, den es innerhalb der USA nur noch in diesem Park und in dessen näherer Umgebung gibt. Außerdem gibt es im Park auch noch bis zu 15 Meter hohe Saguaro-Kakteen (Carnegiea gigantea), sowie etwa 25 weitere Kakteenarten. Daneben wachsen dort Kreosotbusch, Mesquite und Parkinsonien-Büsche (Parkinsonia). Die Hauptblütezeit liegt zwischen März und Juni. Wegen der starken Hitze am Tag sind die meisten Tiere im Park nachtaktiv. Tagsüber sind Vögel, verschiedene Eidechsenarten und auch Schlangen zu beobachten.
Der Ostteil des Parks ist geprägt durch die bis fast 1500 Meter hohen Ajo Mountains. Die Berglandschaft ist über den Ajo Mountain Drive, eine 34 km (21 Meilen) lange, weitgehend unbefestigte Panoramastraße, zugänglich, an der Infotafeln die örtliche Pflanzen- und Tierwelt erläutern. Eine zweite Straße, der Puerto Blanco Drive, ist 85 km lang und führt durch die Puerto Blanco Mountains im Westteil des Parks. Die beiden Straßen sind nicht asphaltiert. Bis zum Visitor Center sind es 27 km vom nördlichen Parkeingang. Dort kann man sich über die Tier- und Pflanzenwelt informieren. Dazu wird auch eine Diashow präsentiert. Für weitere Auskünfte stehen Parkranger zur Verfügung.
Abgesehen vom Besucherzentrum und zwei Campingplätzen besitzt der Park keine nennenswerte Infrastruktur. Der einzige Ort am National Monument ist Lukeville an der mexikanischen Grenze, mit einem Minimalangebot an touristischer Infrastruktur. Nennenswerte Übernachtungs- und Einkaufsmöglichkeiten gibt es erst wieder in Ajo.
Aufgrund der Lage unmittelbar an der mexikanischen Grenze kommt es im Parkbereich vergleichsweise häufig zu illegalen Grenzübertritten durch Migranten und Schmuggel, was die Parkverwaltung zur Herausgabe spezieller Verhaltensregeln für Besucher veranlasst.